# Ballstraße 5 (Quedlinburg)

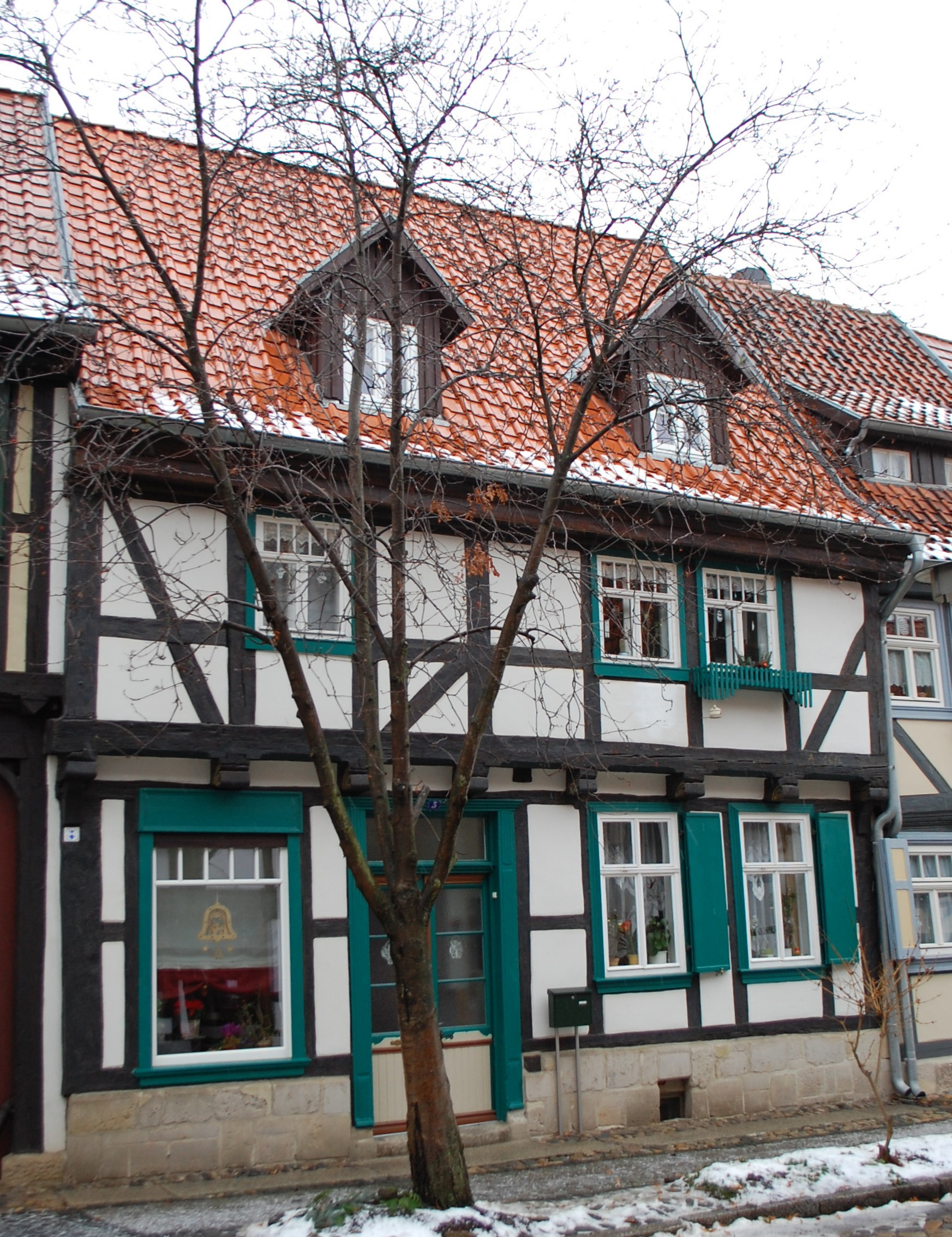
Ballstraße 5

Das Haus Ballstraße 5 ist ein denkmalgeschütztes Gebäude in der Stadt Quedlinburg in Sachsen-Anhalt.

## Lage
Es befindet sich im östlichen Teil der historischen Quedlinburger Neustadt und gehört zum UNESCO-Weltkulturerbe. Direkt südlich grenzt das gleichfalls denkmalgeschützte Haus Ballstraße 4, nördlich das Haus Ballstraße 6 an.

## Architektur und Geschichte
Das zweigeschossige Fachwerkhaus entstand in der zweiten Hälfte des 17. Jahrhunderts. Im Quedlinburger Denkmalverzeichnis ist es als Wohnhaus eingetragen. Der schlichte Bau weist eine Ständerreihung auf. Im Obergeschoss befinden sich Eckstreben. Ein Umbau des Hauses erfolgte im frühen 19. Jahrhundert. Die Haustür ist klassizistisch gestaltet.